# ʿAbd Allāh ibn Ubayy
ʿAbd Allāh ibn Ubayy (in arabo عبد الله بن أبي بن سلول‎?; ... – 631), chiamato anche Ibn Salūl in riferimento a sua madre, era uno dei principali capi della tribù dei Banu Khazraj di Yathrib, la futura Medina.
Si convertì all'Islam poco dopo l'arrivo in città di Maometto, nel 622. Secondo Ibn Ishaq e Tabarî, Maometto diffidava di lui, sospettando che la sua sincerità di musulmano fosse puramente superficiale. Secondo la tradizione, era uno dei principali "Ipocriti" (Munafīqūn).
Nel parlare di quello che Ibn Ishaq definisce «L'affare dei Banū Qaynuqāʿ, di fatto l'espulsione nel 624 della prima delle tre tribù ebraiche di Medina, in veste di capo dei Banu Khazraj, di cui i Banū Qaynuqāʿ erano "clienti" ( mawla ), ʿAbd Allāh ibn Ubayy intervenne vigorosamente su Maometto, facendo prevalere la propria volontà che i suoi clienti non fossero annientati, affermando in caso contrario l'intervento «in una sola mattinata di 400 uomini senza corazza e di 300 uomini corazzati». Giungendo a minacciare Maometto, ottenne infine soddisfazione, tanto che il Profeta concesse: «Sono tuoi!»
Nel corso della battaglia di Uhud (625), un contrasto circa la strategia da seguire contrappose ʿAbd Allāh ibn Ubayy a Maometto.
In occasione della spedizione musulmana intrapresa contro i Banu Nadir, due anni dopo, le fonti islamiche lo mostrano colluso con la tribù ebraica, contro i musulmani, tanto da dichiarare ai B. Nadir assediati: «Sono pronto a sostenervi con 2000 uomini», senza fare però seguire alle parole i fatti.
In occasione dell'"Incidente della collana" di ʿĀʾisha, ʿAbd Allāh ibn Ubayy fu tra i principali "calunniatori" della moglie di Maometto, facendogli perdere agli occhi del Profeta qualsiasi credibilità e influenza politica.
Poco dopo il ritorno a Medina di Maometto, ammalatosi subito dopo la spedizione di Tabuk, ʿAbd Allāh ibn Ubayy morì nel 631 e Maometto, dopo l'inumazione del cadavere, non gli negò la preghiera d'uso sulla sua tomba.